# St. Andreas (Weilar)

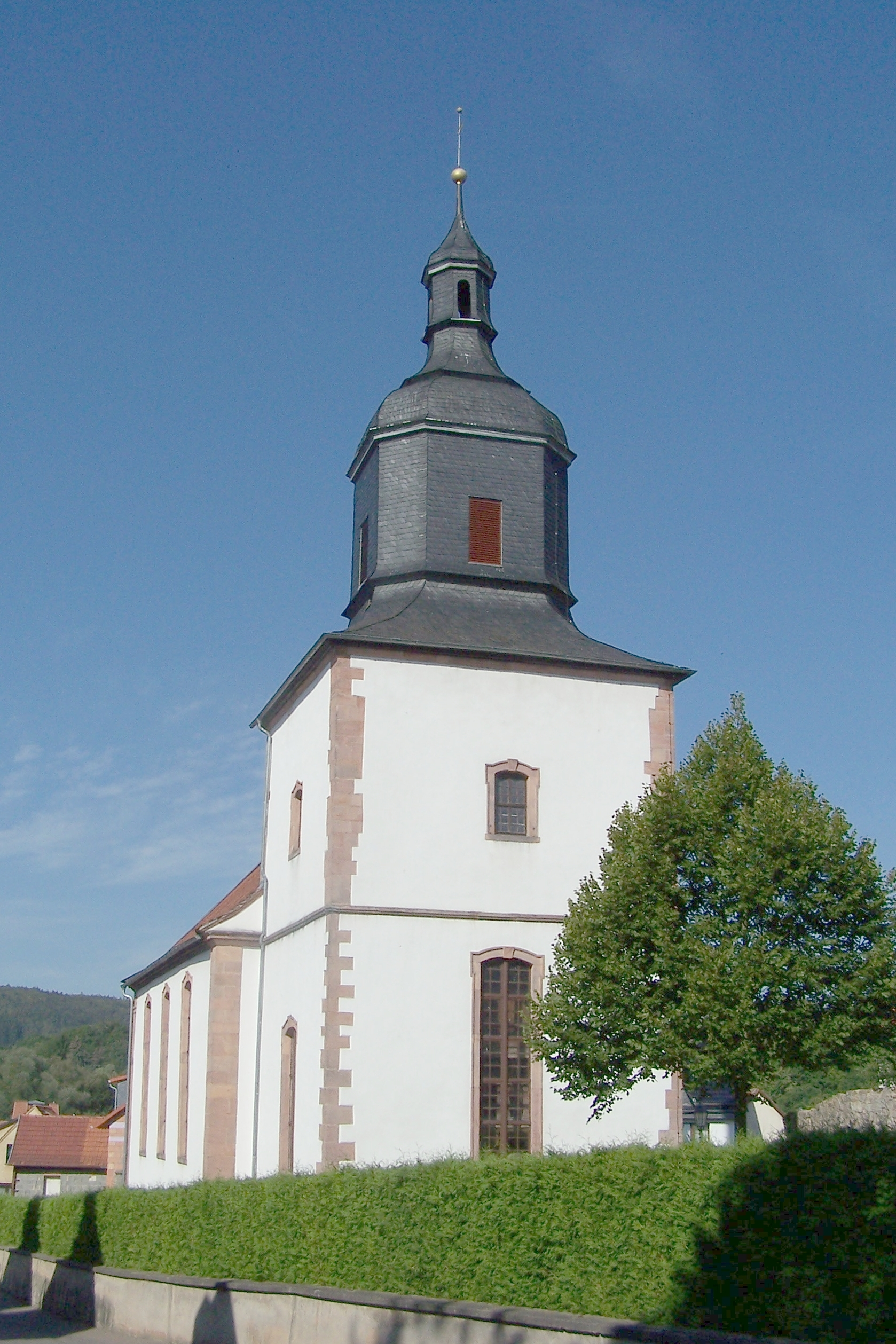
Die Kirche

Die evangelisch-lutherische  Kirche St. Andreas steht in der Gemeinde Weilar im Wartburgkreis in Thüringen.

## Geschichte
Die meisten Kirchen in dieser Gegend haben eine bewegte Geschichte. Diese besonders, denn laut Kirchenrechnungen wurde das Gotteshaus 1616 erbaut, aber 1722 erwähnte man, dass das Gotteshaus baufällig sei. Es musste innen und außen gestützt werden. 1740 wurde diese baufällige Kirche abgerissen und 1745 der Neubau schon wieder eingeweiht.
Am 3. Juli 1761 brannte der Neubau durch Blitzschlag völlig ab. Auch die Chronik des Ortes verbrannte mit. Von 1763 bis 1766 erfolgte der erneute Aufbau.
Während der DDR-Diktatur wurde kaum etwas zur Erhaltung der Kirche getan. 1987 stand fest, dass das Haus gründlich instand gesetzt werden muss. Das geschah dann nach 1990. Aus der 740 Personen umfassenden Kirchengemeinde wurden allein 100.205,73 DM aufgebracht.